# ワンダーJAPAN
ワンダーJAPAN（ワンダージャパン）は、2005年12月に創刊された株式会社三才ブックスが発行した雑誌。三才ムックの中での発行。発売は当初3・6・9・12月の17日だったが、17号（2010年12月刊行）より6月と12月の年2回刊行となった。20号（2012年6月）の刊行を最後に休刊。2020年6月24日、スタンダーズ株式会社より1文字違いの「ワンダーJAPON」として復刊した。

## 概要
珍スポット、巨大建造物、大仏、珍建築、B級グルメ、工場、ダム、珍寺、地下空間、水門、廃墟、戦争遺跡など、通常の旅行ガイドブックが取り上げない日本の姿を紹介する雑誌。「日本の《異空間》探険マガジン」がキャッチコピー。
2008年6月にはその海外版である『ワンダーWORLD』を刊行。2010年6月からCS放送のMONDO TVでTV版である『日本の《異空間》探検番組 ワンダーJAPAN TV』が放送された（全26回 & 軍艦島SPECIAL）。テーマ曲は Hybrid の「Just For Today」。

## 関係誌
- 『ワンダーWORLD』（2008年）
- 『ワンダーJAPAN エリア別ワンダースポット300』（2008年）
- 『ワンダーJAPAN 巨大工場・総特集号』（2009年）
- 『ワンダーJAPAN 日本の不思議な<<異空間>>500』（2010年）
- 『ワンダーJAPAN 日本の不思議な<<異空間>>700』（2012年）
- 『ワンダーJAPAN 日本の不思議な<<異空間>>800』（2013年）
- 『ワンダーJAPAN Collection 軍艦島と産業遺産』（2015年）

## 関連出版物
- 三才ブックスの「月刊ラジオライフ」にはワンダーJAPAN提携として以下の記事が載った。
  - 『跡地ぐるぐる 全国廃墟巡り』 - 2008年6月号から。
  - 『死ぬまでに見たい日本のテクノスケープ』 - 実験施設や巨大建造物などの写真集的な記事。2016年1月号から2019年12月号までの全47回。
- 『死ぬまでに行きたい!世界の絶景』 - 詩歩が三才ブックスから出した写真集のシリーズ。

## その他
- 2009年9月に、Webサイト「メンズサイゾー」内の『辛酸なめ子の専門誌専科』第1回に登場した[1]。